# Jean-Baptiste Augustin Prosper Mennesson
Pour les articles homonymes, voir Mennesson.
Jean-Baptiste Augustin Prosper Mennesson, né à Château-Porcien, en Ardennes, le 1er avril 1761, mort à Hautvillers, dans la Marne, le 15 août 1807, est un avocat et un homme politique français.  Il fut notamment député des Ardennes à la Convention nationale.

## Biographie
Ses parents sont une famille de notables et de commerçants de Rocroi. Il fait des études de droit et est établi comme avocat avant la Révolution de 1789.
Devenu administrateur du district de Rethel, fonction qui lui permet d'élargir sa notoriété locale, il est élu, le 6 septembre 1792, député des Ardennes à la Convention nationale. Il obtient 163 voix sur 292 votants au sein du collège électoral. Les élections sont en effet des élections au suffrage universel des contribuables masculins, mais avec un scrutin indirect (une élection en deux temps) : les contribuables élisent des représentants à un collège qui désigne les députés du département. En nombre de voix, il réunit sur son nom le troisième score dans le collège électoral du département des Ardennes.
En tant que député conventionnel, il est amené à s'exprimer en janvier 1793 sur la mort de Louis XVI. Dans son vote, il répond « coupable » à la question sur la culpabilité de l'ancien Roi de France. Mais il se prononce également en faveur de la ratification de la peine par le peuple et en  faveur de la mort avec sursis,. Il est considéré de ce fait comme un des députés, minoritaires, opposés à la peine capitale. Dans son intervention, lors du débat, il argumente fortement sur le droit de juger l'ex-Souverain. Pour lui, ce droit n'appartient qu'au peuple, et pas à l'Assemblée nationale.
Dans les mois qui suivent, il observe avec inquiétude la Terreur s'intensifier, et les menaces  de plus en plus fortes des sans-culottes parisiens sur la partie la plus modérée de la Convention nationale.  Les 31 mai et 2 juin 1793, la Convention nationale est cernée par les sections parisiennes et par la garde nationale, avec des canons pointés sur elle. Sous cette pression, elle vote l’expulsion de vingt-neuf députés girondins et de deux ministres, le Ministre des Affaires étrangères Pierre Lebrun-Tondu  et le Ministre des Finances, Étienne Clavière. Les Montagnards  s'emparent du pouvoir et procèdent à l'arrestation des députés de la Gironde. Le 5 juin 1793,  Mennesson, qui a manifesté à plusieurs reprises la ligne modérée guidant ses choix, démissionne de son mandat de député et se retire en province. Dans un premier temps, il devient administrateur du département de la Marne. Mais, par prudence ou par déception sur l'évolution politique, il préfère renoncer également à ce mandat, se retirer de la vie publique et vivre dans une petite commune dans les vignes, entre Épernay et Reims, Hautvillers.

## Publications
- Opinion du citoyen Mennesson sur le projet d'organisation de la force publique destinée à la garde de la Convention, 1792, Paris.
- Mon opinion sur vos opinions, imprimerie nationale, 1792, 11 p.
- La vérité sur les faits relatifs à l'assassinat des quatre déserteurs de l'armée prussienne, enrôlés à Rethel pour le service de la République, Paris : Imprimerie nationale (Paris), 1792, 15 p., in-8
- Compte rendu au peuple français, Paris: Impr. du Journal des débats, 1793, V-[1]-50 p. ; in-8
- Mon avis sur le jugement du dernier roi, imprimerie nationale du département des Ardennes, 1793, 8 p.
- Coup d’œil sur les premiers temps de la Convention Nationale, pour servir à l'histoire du régime révolutionnaire, 1793, Reims (il y indique ses inquiétudes sur l'évolution de la Révolution et y précise les raisons de sa démission).
- L'instituteur français, ou Instructions familières sur la Religion et la Morale, considérés dans leurs principes et dans leurs rapports, Épernay : Warin, an X-1802 .

### Sources et bibliographie
- Archives parlementaires de 1787 à 1860 : recueil complet des débats législatifs et politiques des Chambres françaises. Première série, 1787 à 1799. Tome LVII. Du 12 janvier 1793 au 28 janvier 1793.
- Biographie universelle ancienne et moderne, vol. 27, Michaud, 1854, 688 p. (lire en ligne).